# Óceánia

Óceánia etnokulturális egységei (spanyol nyelvű térkép)

Óceánia, avagy a Csendes-óceáni térsége a Csendes-óceán szigetvilágának összességét, tágabb értelemben teljes területét jelenti. Geológiai értelemben a csendes-óceáni kéreglemezen fekszik, de azért nem tekintjük geológiai kontinensnek, mert túlnyomó többsége óceáni kéreg és nem kontinentális kéreg. Az óceáni szigeteken kívül hagyományosan ide sorolják Új-Guineát és Új-Zélandot is, amelyek azonban az ausztrál–indiai kéreglemezhez tartoznak, kivéve Új-Zéland délkeleti csúcsát.
Társadalmi–politikai–kulturális értelemben Ausztráliával együtt Ausztrália és Óceánia kontinens része.

## Főbb régiók
- Ausztrália
- Melanézia (ide sorolják Új-Guineát is)
- Mikronézia
- Polinézia (polinéz őslakossága miatt esetenként Új-Zélandot is ide sorolják)
- Új-Zéland

## Európai felfedezésének története
A Csendes-óceán szigetvilága – Óceánia – Ausztráliával együtt sokáig, egészen a 18. század derekáig Földünk legismeretlenebb területei közé tartozott, pedig már a 16. század elején elérték az európai utazók. 1513-ban a Panama-szoroson átkelő spanyol konkvisztádor, Vasco Núñez de Balboa  látta meg elsőnek a Csendes-óceánt, amit a spanyol király nevében birtokba vett és Mar del Surnak (Déli-tenger) nevezett el, mivel az az általa elért partvidéktől délre terjeszkedett. Ettől kezdve spanyol, portugál, holland, francia és angol tengerészek viszonylag gyakran elérték a hatalmas térség különböző részeit. Az első európai, aki átszelte vitorlásával a Csendes-óceánt (és ezt a nevet adta neki), a spanyol szolgálatban hajózó portugál Magellán volt. Ő 1520. november 28-án érte el a Pacifikumot, ahogy a Csendes-óceán térségét szintén nevezik, Dél-Amerika déli csücske felől, és ezután anélkül, hogy közben földet ért volna, 1521 márciusában érte el a mikronéziai Mariana-, majd a Fülöp-szigeteket.
A Magellánt követő portugál és spanyol tengerészek csaknem egy évszázadon át vezető szerepet játszottak az óceániai felfedező utazásokban. A spanyolok főleg arra törekedtek, hogy amerikai gyarmataik, Mexikó és a Fülöp-szigetek között rendszeres kapcsolatot hozzanak létre, részint pedig a mesés déli kontinens, a Terra Australis legendája vonzotta őket. A portugál Jorge de Menezes 1526-ban Új-Guineát fedezte fel, Yñigo Ortiz de Retez 1545-ben ugyanide ért el, abban a hitben, hogy a Terra Australis északi részére bukkant. A két fontos spanyol gyarmat, Mexikó és a Fülöp-szigetek közötti rendszeres összeköttetés biztosítása a spanyol Urbaneta érdeme, aki 1565-ben felfedezte az Egyenlítőtől északra az Amerika felé fújó nyugati szelek övezetét.
A 16. század második felében két felfedezőút járt jelentős, bár nem hasznosított eredményekkel. A spanyol Álvaro de Mendaña de Neira a perui Callaóból elindulva, 1567-ben a Terra Australist keresve a Salamon-szigeteket fedezte fel, majd e szigetek újbóli keresésére indulva, 1595-ben a Marquises-szigeteket. Pedro Fernandes de Queirós és Luís Vaz de Torres több polinéziai és melanéziai szigetet, továbbá az Ausztráliát és Új-Guineát elválasztó Torres-szorost fedezték fel, de útjuk jelentőségét nem igazán ismerték fel. A portugál-spanyol felfedezők és ekkoriban perszonálunióban lévő államaik azonban nemzetközi politikai okok miatt titokban tartották eredményeiket, amelyek általában egyébként is meglehetősen pontatlanul adták meg a felfedezett földek helyét.
A spanyol és portugál nagyhatalmi állás megszűnésével Óceániában is véget ért az általuk fémjelzett felfedező korszak. A 17. század első felében holland hajók vették át az e vizek feletti uralmat. Ők az általuk Kelet-Indiának nevezett mai Indonéziában kiépített támaszpontjaikról kiindulva kutatták ezeket az óriási térségeket. Érdeklődésük középpontjában ugyancsak a Terra Australis állott. Azonban az általuk Új-Hollandiának elnevezett Ausztrália nyugati partjairól készített jelentéseik kopár, terméketlen, szegényes tájakról számoltak be, és ezért a hollandok, akiket ebben az időben amúgy is túlságosan lekötött gazdag indonéziai gyarmataik kiaknázása, nem kívánták azokat birtokba venni. 1642-ben és 1644-ben Abel Janszoon Tasman vezetésével még egy expedíciót indítottak, melynek során Van Diemensland (a későbbi Tasmania), Új-Zéland, a Tonga-, Fiji-, továbbá a Bismarck-szigetcsoport felfedezésére került sor, mivel azonban Tasman jelentései sem voltak biztatóak, a hollandok nem finanszírozták tovább a kutatásokat.
A holland felfedezések sorsa is túlnyomórészt a feledés lett, és a 18. század második feléig, James Cook és a francia felfedezők útjaiig alig történt valami e távoli vizeken. Csak William Dampier, a kalandos életű angol felfedező járta be 1679-1711 között a szigetvilágot és az amerikai partokat, 1721-1722-ben pedig a holland Jakob Roggeveen fedezte fel a Húsvét-szigetet és érintette Samoát, Új-Britanniát és Új-Guineát.
Az Európában kitört hétéves háború (1756-1763) az első lett a világtörténelemben, ami egyidejűleg folyt Európában és a gyarmatokon, és amelynél az európai hadszíntér történései a gyarmatok sorsát is meghatározták. A harcok Európán kívül Észak-Amerikában és Indiában is folytak. Anglia erős flottája révén kivívta a győzelmet. A párizsi béke (1763) Franciaországot megfosztotta észak-amerikai gyarmataitól, és Indiában is biztosította az angol hegemóniát. Spanyolország ugyancsak területeket veszített, így 1763-ra Anglia lett a világ legnagyobb gyarmati hatalma. A meggyengült Franciaország azonban revánsra vágyott, csak a kedvező alkalomra várt, hogy új gyarmatok után kutatva, illetve a régiek visszaszerzése érdekében, ismét megjelenjen a világ távoli részein, és megrendítse az angol gyarmatbirodalmat.
Az angolok is újabb és újabb területek meghódítására és gyarmatosítására törekedtek. Így indult meg az angol-francia vetélkedés Óceánia birtokbavételéért, s így vált a 18. század második fele angol-francia periódussá Óceánia felfedezéstörténetében.
A térségbe küldött első angol expedíció 1764-1766-ban John Byron parancsnoksága alatt felfedezte a Gilbert-szigeteket és a Tokelau-szigeteket. 1766-1768-ban a második angol déltengeri expedíció Samuel Wallis irányításával a Társaság-szigeteket fedezte fel újból és szállt partra Tahitiben. Ugyanezekben az években jutott el a francia Louis Antoine Bougainville Tahitibe és fedezte fel ismét Mendaña feledésbe merült Salamon-szigeteit és az Új-Hebridákat.
Az 1768-1771-es harmadik angol dél-tengeri expedíció parancsnoka aztán James Cook lett, aki hátralévő életét Óceánia kutatásának szentelte és megalapozta a térség földrajzáról, néprajzáról, természetrajzáról szerzett modern ismereteinket.

## Óceánia országai

### Független államok
- Fidzsi-szigetek
- Kiribati
- Marshall-szigetek
- Mikronézia
- Nauru
- Palau
- Pápua Új-Guinea
- Salamon-szigetek
- Szamoa
- Tonga
- Tuvalu
- Új-Zéland
- Vanuatu

### Függő és társult területek
- Amerikai Szamoa (USA)
- Chatham-szigetek (Új-Zéland)
- Cook-szigetek (Új-Zéland társult állama)
- Északi-Mariana-szigetek (az USA társult állama)
- Francia Polinézia (Franciaország)
- Guam (USA)
- Midway-szigetek (USA)
- Niue (Új-Zéland társult állama)
- Norfolk-sziget (Ausztrália)
- Pitcairn-szigetek (Egyesült Királyság)
- Tokelau-szigetek (Új-Zéland)
- Új-Kaledónia (Franciaország)
- Wallis és Futuna (Franciaország)

### A területen kívüli országok szerves területei
- Pápua (Indonézia része)
- Hawaii (az USA tagállama)
- Húsvét-sziget (Chile)

### Lakatlan külterületek
Ausztrália:
- Ashmore- és Cartier-szigetek
- Korall-tengeri-szigetek

Amerikai Egyesült Államok:
- Baker-sziget
- Howland-sziget
- Jarvis-sziget
- Johnston-atoll
- Kingman-zátony
- Palmyra-atoll
- Wake-sziget

Franciaország:
- Clipperton-sziget